# Калі Прасад
Калі Прасад, також відомий як Восьма — повторюваний персонаж, представлений у другому сезоні «Дивні дива», яку зображує Ліннеа Бертелсен. У дитинстві Калі була однією з багатьох дітей, яких досліджували в лабораторії Хокінса. Після втечі вона намагалася помститися за несправедливість, яку зазнала там.

## Біографія
Народившись у 1964 році, Калі жила в Лондоні до того, як її викрали у віці п'яти років. Дівчинку доставили до Національної лабораторії Хокінса. Там їй дали номер «008», і над нею проводили експерименти разом з Одинадцятою та іншими дітьми, які володіють такими ж здібностями, як вона.
До 1979 року Калі втомилася від знущань, яких вона зазнала в лабораторії, і намагалася втекти, використавши свої здібності. У Одинадцяти були слабкі спогади про неї, але вона втратила їх після того, як перенапружилася, вигнавши Першого до Навивороту.
Калі, тим часом, знайшла нову родину та дім, але зрештою втратила їх, оскільки вони не змогли допомогти їй з її здібностями. Потім вона почала використовувати свої сили, щоб помститися людям з лабораторії. У якийсь момент вона зустріла Акселя, Міка, Фаншайна, а пізніше і Дотті. Банда буде переслідувати та вбивати людей з їхнього минулого, які завдали їм кривди.
28 жовтня 1984 року Калі та її друзі вбили одну зі своїх цілей, доктора Джона Перікла, у Пітсбурзі, штат Пенсільванія. Проте їх швидко почала переслідувала поліція. Коли банда увійшла в тунель, Калі використала свої сили, щоб обманом змусити офіцера повірити, що шлях попереду засипаний уламками, що дозволило їм втекти, спричинивши масову автомобільну аварію. Потім банда втекла до Чикаго, проживаючи на покинутому складі.
В іншому місці Одинадцята дізналася про Калі та відстежили її за допомогою своєї сили. Прибувши на склад, Одинадцять пояснила, що отримала видіння від своєї матері, перш ніж продемонструвати свої сили та представитися. Вони показали одна одній свої татуювання і оголосили себе сестрами.
Калі відвела Одинадцять на дах, де та пояснила, що її прийомний батько Гоппер вважає, що він може домовитися з лабораторією, щоб вони відпустили її. Калі не вірить, що він може це зробити, сказавши, що в лабораторії вбачають у них монстрів, але їхні сили непогані, і їх не слід приховувати. Також Калі показала сестрі свої сили ілюзії, створивши ілюзію барвистого метелика. Дівчина вирішила використати здібності Одинадцяти, щоб знайти іншого члена Лабораторії Хокінса. Мік заперечував проти ідеї полювання на іншу людину так швидко, оскільки це ризикувано: їх можуть знайти, але Калі наполягала на тому, що Одинадцять має це зробити, перш ніж оголосити, що вони йдуть наступного дня.
Наступного дня Калі познайомила Одинадцять зі своєю бандою, пояснивши, що, хоча над ними не експериментували в лабораторії, вони все одно були ізгоями, і Калі зібрала їх разом. Потім вона показала фотографії людей, відповідальних за біль, через який пройшла банда, і пояснила, що вони полюють на них, щоб відстояти справедливість. Вона вважала, що вбити їх необхідно, оскільки вони злочинці і просто отримують те, що заслуговують.
Калі відвела Одинадцять на залізничну станцію, пояснивши, що колись вона тримала свій біль у собі, але була зцілена, зіткнувшись з ним. Дівчина попросила Одинадцять використати свої сили, щоб перемістити залізничний вагон; Хоча Од спочатку вагалася, Калі заохочувала її зосередитися лише на болю та гніві зі свого минулого та використати ці емоції, щоб пережити їх.
Одинадцять вдалося підштовхнути залізничний вагон ближче до них, і Калі підбадьорювала сестру. Одинадцять впізнала чоловіка на одній із фотографій Калі як людину, яка завдала болю її матері. Калі пригадала, що він одного разу напав на неї, ідентифікувавши його як Рея Керролла. Од вдалося використати свої сили, щоб знайти його місцезнаходження.
По дорозі до квартири Рея банда зупинилася біля магазину, щоб купити необхідні речі. Коли працівник магазину відволікся на одну з ілюзій Калі, Одинадцять і банда почали красти з магазину. Співробітник незабаром дізнався про це та погрожував банді пістолетом. Коли Калі не вдалося переконати його відпустити їх, Одинадцять оглушила його, дозволивши банді втекти. Після прибуття, Калі і Одинадцять зіткнулися з Реєм, викриваючи себе дівчатами з лабораторії. Коли Рей стверджував, що він лише виконував накази, Калі сказала, що він все ще мав вибір і вирішив заподіяти їм біль. Саме тоді, коли Одинадцять збиралася його вбити, вона помітила фотографію Рея з доньками. Через це Од не вбиває його. Приїхала поліція, і банда була змушена відступити. Калі розсердилася на Одинадцять, і застерегла її наступного разу не зупиняти. Повернувшись до їхньої схованки, Калі поставила сестру перед вибором: або повернутися назад, або знову зустрітися з Бреннером. Намагаючись змусити Одинадцять зіткнутися зі своїми проблемами, вона створила у її голові ілюзію Бреннера, яка змусила налякану Одинадцять розплакатися. Тоді Калі сказала їй, що вона може піти, коли захоче, але якщо вона залишиться, вони двоє зможуть врятуватися разом.
Коли поліція знайшла схованку, Калі зібрала банду, використовуючи свої сили, щоб зробити їх усіх невидимими для переслідувачів. Їм вдалося втекти, однак Одинадцять сказала, що їй потрібно піти і допомогти друзям. Калі намагалася переконати залишитися сестру, кажучи, що інші не можуть її врятувати. Одинадцять погодилася, але сказала, що вона може врятувати їх. Банда успішно втекла від поліції, але Калі була неймовірно засмучена відходом своєї сестри, дивлячись у вікно, поки вони їхали.
Пізніше Одинадцять скористалася порадою Калі використати свої емоції, щоб закрити Ворота.

## Особистість
Калі — сильна незалежна жінка, яка використовує свої сили заради пограбування та помсти. Вважаючи себе ізгоєм і опинившись на вулиці, вона шукає справедливості. Незважаючи на холодну особистість, Калі показує іншу сторону своїм друзям та Одинадцяти. Вона вітає всіх ізгоїв, незалежно від того, «обдаровані» вони чи ні. Однак її спосіб життя, який ґрунтується на виживанні, означає, що вона не проти того, щоб маніпулювати іншими, щоб вони виконували її бажання.

## Сили
1. Ілюзії: Калі Прасад має психічну здатність викликати психічні галюцинації, які змушують її ціль відчувати бачити явища, яких насправді немає.
2. Дублювання: Калі може створити точну копію себе чи когось іншого. Ці проекції, якими б реалістичними вони не здавалися, насправді не можуть взаємодіяти з фізичним середовищем, оскільки вони є лише галюцинаціями, які існують виключно в свідомості того, на кому зосереджується Калі.
3. Невидимість: Калі може зробити себе та інших абсолютно непомітними для людських очей, що, ймовірно, досягається шляхом маніпулювання візуальними зображеннями розуму іншої людини. Калі найбільше запам'яталася тим, що використовувала цю здатність, щоб зробити себе та своїх друзів невидимими для поліцейських.
4. Фантасмагорія: Калі може маніпулювати розумом, щоб пережити послідовність подій, які насправді не відбуваються у фізичному світі. Ця здатність полює на всі п'ять людських органів чуття. Вперше вона використала цю здатність на поліцейському, який переслідував її.

## Відносини з персонажами
1. Одинадцять (Од)
Завдяки схожим здібностям і спільному досвіду в лабораторії Гокінса, Калі та Одинадцять сприймають одна одну як сестри. Після їхнього возз'єднання Калі стала для неї своєрідним наставником, навчаючи Одинадцять, як краще контролювати свої сили, використовуючи гнів.
Справжні наміри Калі допомогти Одинадцяти здебільшого залишаються неоднозначними. Мається на увазі, що вона спочатку мала намір маніпулювати Одинадцятою, щоб полегшити відстеження їхніх цілей. Однак Калі, здавалося, щиро хотіла допомогти Одинадцятій подолати її біль від тяжких переживань, які вона зазнала. Хоча її спотворена мораль ледь не привела Одинадцять на темний шлях злочинів і вбивць. Хороші наміри чи ні, але коли Од зрештою вирішила повернутися до Хокінса замість того, щоб втекти з бандою, Калі була явно розбита горем і спустошена.

## Цікаві факти
1. Персонаж Калі спочатку мав бути чоловічим персонажем, заснованим на оригінальній назві «Загублений брат» для останнього епізоду 2 сезону.
2. Її зачіска була частково натхненна Сінді Лопер.
3. Дитячу маску, яку Калі дала Одинадцяти, можна побачити підвішеною в спальні Од у третьому та четвертому сезоні.
4. У 4 сезоні Один порадив Одинадцятій направити свої емоції; можливо, він дав таку ж пораду Калі.
5. Здібності Калі дуже відрізняються від здібностей інших піддослідних, і вони з Теном є єдиними відомими піддослідними, які не мають телекінезу.
6. Наразі невідомо, які у неї відносини з Генрі Крілом. Передбачається, що вона була б убита під час його розправи над піддослідними, якби не втекла перед цим; Оскільки статус Генрі як «001» не був загальновідомим, вона, ймовірно, не вважала його «братом», як це було з Одинадцятою.